# Вирасингхе, Саман
Саман Кумара Ранджит Вирасингхе (род. 17 октября 1961 года в Тангалле) — ланкинский врач, дипломат и бизнесмен. Был Чрезвычайным и Полномочным Послом Шри-Ланки в России. Награждён «Орденом Почёта». Вирасингхе является действующим председателем группы компаний Mos-Lanka Holdings. Он также был вице-президентом и генеральным секретарём Общества дружбы Россия — Шри-Ланка.

## Биография
Саман Вирасингхе родился в семье Сирисены и Аллена Вирасингхе в Тангалле, Южная провинция (Шри-Ланка). Он получил начальное образование в колледже Тангалле, а затем поступил в колледж Махинда, Галле, где получил начальное и среднее образование. Вирасингхе продолжил обучение в СССР, получив стипендию в 1980-х годах. Окончил с отличием Московскую медицинскую академию. Вирасингхе увлёкся российской культурой в период обучения и стал сторонником укрепления сотрудничества Шри-Ланки с Россией.
После получения высшего образования он работал консультантом в международном отделе Московской медицинской академии. Вирасингхе, который в настоящее время является председателем нескольких компаний, пытался открыть привлекательные инвестиционные и торговые возможности для своей родины через российское деловое сообщество. За последние два десятилетия он также активно участвовал в развитии экономических и культурных отношений между Россией и Шри-Ланкой.
Вирасингхе был советником Махинды Раджапаксы, экс-президента Шри-Ланки. Кроме того, Вирасингхе занимает почётные должности вице-президента и генерального секретаря Общества дружбы Россия — Шри-Ланка. В июне 2013 года Вирасингхе был награждён «Орденом Почёта» за большой вклад в развитие и укрепление экономического, культурного и гуманитарного сотрудничества с Российской Федерацией.